# Phorbia fani
Phorbia fani är en tvåvingeart som beskrevs av Xue 2001. Phorbia fani ingår i släktet Phorbia och familjen blomsterflugor. Inga underarter finns listade i Catalogue of Life.